# Hermann Heidel

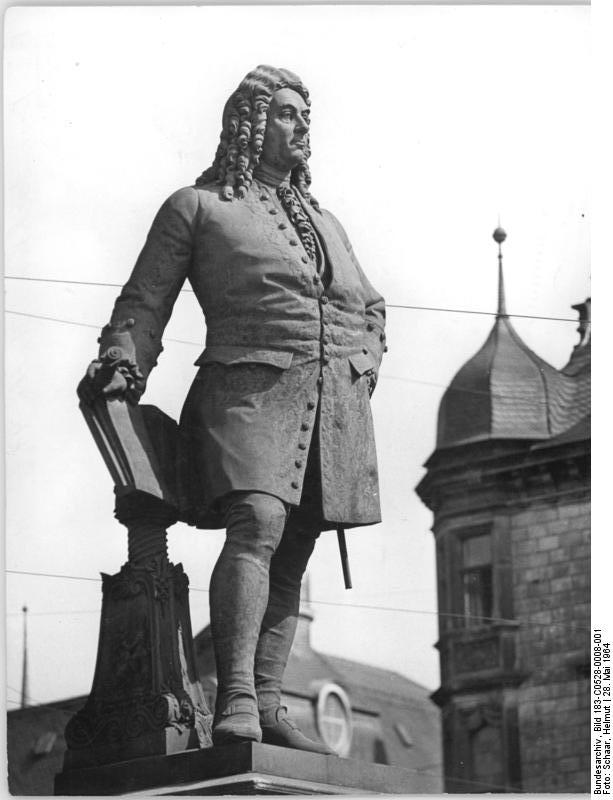
Händel szobra Halléban

Hermann Heidel (Bonn, 1810. február 20. – Stuttgart, 1865. szeptember 29.) német szobrász.

## Életpályája
Egy gépészmérnök fiaként született Bonnban. Ludwig Schwanthaler tanítványa volt Münchenben, azután Olaszországban tartózkodott, majd 1843-ban Berlinben telepedett le. 1844-ben egy ideig Bonnban tartózkodott, majd ezt követően 1865-ben bekövetkezett haláláig Berlinben dolgozott.

## Főbb művei
- Rajzok Goethe Ifigéniájához, a Tantalus-mondához;
- Ifigénia márványszobra a potsdami Orangerieban;
- Oedipus és Antigone utban Kolonos felé, Nausikaa és Odysseus találkozása, Penelope éjjel fölfejti szövését, domborművek;
- Händel bronzszobra Halléban.